# Associação Batista Cooperativa
A Associação Batista Cooperativa (em inglês:   Cooperative Baptist Fellowship) é uma associação cristã evangélica de Igrejas batistas nos Estados Unidos. Ela é afiliada à Aliança Batista Mundial. A sede está localizada em Decatur (Geórgia).

## História

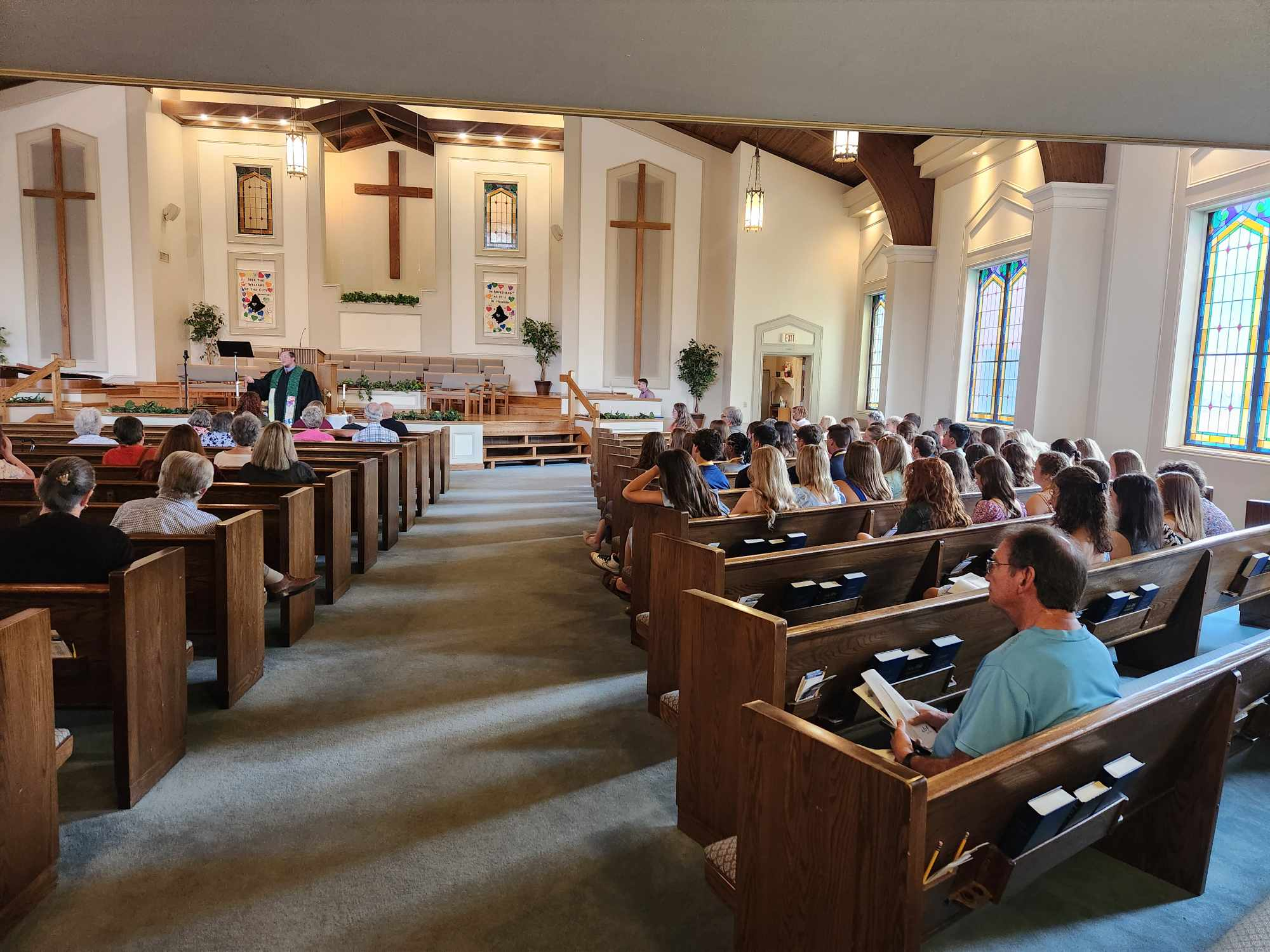
Primeira Igreja Batista de Morehead (Kentucky).

A Associação Batista Cooperativa EUA têm suas origens em uma reunião em Atlanta em 1990 de um grupo de igrejas moderada da Convenção Batista do Sul discordando sobre o controle da direção da convenção por fundamentalistas, bem como a oposição ao ministério pastoral feminino. Foi fundada oficialmente em 1991. Em 1996, a associação tinha 1.400 igrejas e ainda era afiliada à Convenção Batista do Sul. Em 1998, ela começou a ordenar capelães. Em 2002, ela oficialmente deixou a Convenção Batista do Sul e se tornou um membro da Aliança Batista Mundial. De acordo com um censo da associação, em 2023 ela disse que tinha 1,800 igrejas e 750,000 membros.

## Escola
Possui 1 instituto teológico filiado, o Seminário Batista de Kentucky em Lexington (Kentucky).

## Organização Missionária
A Convenção tem uma organização missionária, Global Missions. 

## Programas sociais
Ela tem uma organização humanitária, Disaster Response. 

## Polêmicas
Em 2018, a Kentucky Baptist Convention (Convenção Batista do Sul) procedeu a excomunhões de igrejas com dupla afiliação com a Cooperative Baptist Fellowship, devido a um relaxamento que permitia a contratação de funcionários LGBT não executivos.